# Martín Valverde
Martín Valverde Rojas (San José, Costa Rica, 19 de enero de 1963) es un cantautor, músico y compositor costarricense nacionalizado mexicano dedicado a la música católica contemporánea.

## Biografía
Nació en San José, Costa Rica el 19 de enero de 1963.  
Realizó sus estudios en el Colegio Salesiano Don Bosco, con quienes estuvo once años.  
Sus formadores más importantes en ese tiempo fueron los sacerdotes y maestros de dicha congregación, quienes le infundieron su amor y visión por los jóvenes, por Dios, por la Iglesia, por María y por la música y el arte. 
Martín Valverde estudió Guitarra en la Escuela de Guitarra Clásica de San José y en el Conservatorio de la Universidad de Costa Rica.
En 1981, motivado por su hermana, Grettel; Martín Valverde ingresa al Movimiento Ecuménico Juventud Nueva en donde tiene su experiencia de encuentro con Jesús de forma personal. Es a partir de ese momento que comenzó a componer canciones con mensaje y valores de fe. Esta etapa sentaría las bases para que, desde su identidad católica, pudiera, hasta el díade hoy, compartir de forma sana y madura con grupos y personas de otras denominaciones cristianas en eventosque buscan la Unidad, ya sea entre cristianos, y aún con entidades no cristianas y la Iglesia.
En 1985, emigra a México a Colaborar con el SINE, (Sistema Integral de la Nueva Evangelización) donde permanece dos años y conoce a su Esposa Elizabeth.
En 1987 inicia una colaboración de cuatro años con La Comunidad Covenant Love del Estado Nueva York paraproducción y traducción de la música de Ted Sandquist al Español. Este proyecto reafirmaría su laborEcuménica en una nueva etapa.
En 1989, después de radicar un año en Tehuacán, Martín Valverde fue invitado a colaborar en la capacitación de músicos para la evangelización y formación de líderes juveniles en el Proyecto Evangelización 2000 con base en Guadalajara, este proyecto fue la plataforma internacional que Dios usó para impulsar su trabajo en toda América Latina y Europa. Sería en ese tiempo también, que fundaría Campamentos Kayrós, herramienta juvenil de formación y evangelización que se ha extendido por muchos países y con la que mantiene contacto.
En dos ocasiones Martín ha participado en eventos en el Vaticano: La primera el 21 de mayo del 2000 en la Canonización de los mártires mexicanos, y la segunda el 4 de febrero del 2015 en un Concierto Ecuménico junto varios artistas seculares y evangélicos.
Actualmente dirige junto a su esposa una empresa de laicos católicos, que fundó en 1991, llamada Producciones Dynamis. Esta produce, organiza y distribuye sus producciones musicales, eventos, y sumaterial en general por todo el mundo.
En el 2014, junto con su familia y equipo, comienzan con el proyecto Centro de Formación Martín Valverde, parapromover valores de vida que impulsen a las personas a alcanzar su máximo potencial. Con temas en música,psicología, fe y espiritualidad.
Al día de hoy radica en Guadalajara Jalisco con su esposa y sus tres hijos: Martín Gerardo (el mayor, ahoracineasta), Daniela (psicóloga, como su esposa Lizzy,ambas dedicadas a la terapia de pareja y familiar), y Jorge Pablo, un joven especial, con capacidades diferentes y apasionado por la música.
Hoy en día, Martín continúa su labor de comunicar el Mensaje a través de su música y su trabajo, el mensaje de Dios haciéndolo con fe, humor y reflexión, a través de la música contemporánea de alta calidad.

## Producción musical
En octubre de 1998 fundó y fue nombrado primer coordinador de la Red Magnificat, Asociación Americana de Músicos, Productores y Promotores musicales católicos. Esta organización reúne a más de 20 organizaciones musicales católicas de Estados Unidos, México, Cuba, Centroamérica, Colombia, Ecuador, Perú, Paraguay, Argentina, Chile y Brasil, coincidencialmente participa del Encuentro Continental de Jóvenes celebrada en Chile.
Ha realizado más de 25 producciones musicales en audio (español, inglés, portugués e italiano), dos en video y dos libros de formación para músicos (español, portugués e italiano).
Dentro de estas producciones musicales, la mayoría han sido elaboradas por iniciativa propia, otras a solicitud de diversas instituciones católicas y, otras más, a petición de la jerarquía eclesiástica, como el Consejo Episcopal Latinoamericano "CELAM" (Lenguas de Fuego), la Conferencia Episcopal Mexicana (Bella Dama) y la Arquidiócesis Primada de México (Felipillo es Santo y Águila que ama).
El 21 de mayo de 2000, Martín cantó en la Plaza de San Pedro en Roma, durante la misa y ceremonia de canonización de 27 santos mexicanos durante el jubileo de México en el calendario del Año Santo del 2000. Dicha ceremonia fue presidida por el papa Juan Pablo II, quien, posteriormente recibió a Martín y su esposa en audiencia.

## Vida personal
Martín Valverde es costarricense de nacimiento y mexicano por nacionalización; y se radica en la ciudad de Guadalajara, Jalisco, en México, junto con su esposa Elizabeth "Lizzy" Watson y sus tres hijos: Martín Gerardo, Daniela María y Jorge Pablo.
En su último libro Nadie Te ama como Yo (nombre también de la canción), describe en una autobiografía etapa a etapa su formación. El libro se puede conseguir en cualquier librería parroquial o en sus conciertos.

## Discografía

### Discos
| - Con y por amor (Con el grupo Dynamis) (1981) - Sólo para niños (1987) - En esos momentos (1989) - Los viejos amigos (1990) - Lo Mejor (1991) - Salsalabando (1992) - Lo mejor en Concierto I (1992) - Lo mejor en Concierto II (1993) - Un Poco Bohemio (1993) - Lo mejor en Concierto III (1995) - Pacto de Esperanza: Cantos para una misa de juventud (1995) - Lo mejor en Concierto IV (1996) - Felipillo es Santo (Mini-producción) (1996) - No Muere Con Los Tiempos (1997) - Rocksurrección (1997) - Nessuno ti ama come me (1997) - Ningúem te ama como eu (1997) - Lenguas de fuego (1998) - Delante de ti (1998) - Pescando en red (1998) - Lo mejor de los conciertos (1999) - Bem Brasil (1999) - Gravado em Presidente Prudente/SP, Brasil. - In quiesti momenti (1999) - No one loves you like I do (1999) - Bella dama (1999) - Concierto para el amor (2000) - Nadie te ama como yo (2001) | - Canciones Vivas (2001) - Profeta (2001) - Enredados (2001) - Profeta (2002) - Joven a ti te digo - Diosenchufado (2003) - Navidar (2004) - Cuba con mucha fe (2005) - Intimo ao vivo (2005) - Navidar 2 (2006) - Íntimo (2007) - No se han ido del todo (VIVE!) (2008) - Pablo Íntimo (2008) - Íntimo (en vivo, Costa Rica 2009) - Vocanción (2009) - A quien corresponda (2011) - Colección 30 Aniversario (2012) - Martín Valverde, 30 Aniversario (2012) - Concier-Tico (en vivo. Costa Rica 2014) - Pariendo (2015) - Canciones Vivas 2 (2017) - Cuando El Amor se Hace Canción. Instrumental. (2020) |

## DVD’s
- No te rindas (1997)
- Diosenchufado (2005)
- Enredados Brasil (2007)
- Sigue (2007)
- Enredados Centroamérica (2008)
- Íntimo (en vivo, desde Costa Rica. 2008)
- Martín Valverde, 30 Aniversario -1981-2011- (2012)

## Libros
- El silencio del músico (1996)
- Las tentaciones del músico (1997)
- Cancionero (1999)
- As tentações do músico (2005)
- O silêncio do músico (2005)
- Josué, o jovem e suas conquistas (2005)
- ¡Auxilio! Me casé con un músico (2011)
- Un día a la vez (2018)
- Nadie te Ama como Yo, el libro (2018)

## Charlas en CD
- Volumen I. Josué, el joven y sus conquistas (2005).
- Volumen II. Timoteo, el joven y sus miedos.
- Volumen III. Marcos, el joven y sus fracasos (2006).

## Participación
En la telenovela Tormenta de verano, participó con el musical en concierto Sonora en noviembre de 2010.